# Irina Strachovová
Irina Strachovová, rusky Ирина Борисовна Страхова (* 4. března 1959 Novosibirsk) je bývalá sovětská atletka, která se věnovala sportovní chůzi, mistryně světa v chůzi na 10 km, ve které se v roce 1987 stala mistryní světa.

## Kariéra
V roce 1987 se stala mistryní světa v chůzi na 10 kilometrů. Na následujícím světovém šampionátu v Tokiu skončila v této disciplíně čtvrtá. Její osobní rekord v chůzi na 10 kilometrů je 42:44, na dvojnásobné trati pak 1:34:31.